# 1 000 kilomètres de Brands Hatch 1983
Navigation
Édition précédente Édition suivante
Les 1 000 kilomètres de Brands Hatch 1983, disputées le 16 septembre 1983 sur le Circuit de Brands Hatch, ont été la sixième manche du Championnat d'Europe des voitures de sport 1983.

## La course

### Classement de la course
Voici le classement officiel au terme de la course,.
- Les premiers de chaque catégorie du championnat du monde sont signalés par un fond jaune.
- Pour la colonne Pneus, il faut passer le curseur au-dessus du modèle pour connaître le manufacturier de pneumatiques.
- Les voitures ne réussissant pas à parcourir 75% de la distance du gagnant sont non classées (NC).

| Pos  | Classe | no | Écurie                               | Pilotes                                                | Châssis                                      | Pneus | Tours | Temps                           |
| Pos  | Classe | no | Écurie                               | Pilotes                                                | Moteur                                       | Pneus | Tours | Temps                           |
| ---- | ------ | -- | ------------------------------------ | ------------------------------------------------------ | -------------------------------------------- | ----- | ----- | ------------------------------- |
| 1    | C      | 11 | John Fitzpatrick Racing              | Derek Warwick John Fitzpatrick                         | Porsche 956                                  | G     | 232   | 6 h 01 min 01 s 740             |
| 1    | C      | 11 | John Fitzpatrick Racing              | Derek Warwick John Fitzpatrick                         | Porsche Type-935 2,6 l Flat-6 Turbo          | G     | 232   | 6 h 01 min 01 s 740             |
| 2    | C      | 1  | Rothmans Porsche                     | Jochen Mass Jacky Ickx                                 | Porsche 956                                  | D     | 231   | + 1 tour                        |
| 2    | C      | 1  | Rothmans Porsche                     | Jochen Mass Jacky Ickx                                 | Porsche Type-935 2,6 l Flat-6 Turbo          | D     | 231   | + 1 tour                        |
| 3    | C      | 2  | Rothmans Porsche                     | Derek Bell Stefan Bellof                               | Porsche 956                                  | D     | 231   | + 1 tour                        |
| 3    | C      | 2  | Rothmans Porsche                     | Derek Bell Stefan Bellof                               | Porsche Type-935 2,6 l Flat-6 Turbo          | D     | 231   | + 1 tour                        |
| 4    | C      | 4  | Martini Lancia                       | Riccardo Patrese Michele Alboreto                      | Lancia LC2                                   | D     | 226   | + 6 tours                       |
| 4    | C      | 4  | Martini Lancia                       | Riccardo Patrese Michele Alboreto                      | Ferrari 263C 2,6 l V8 Turbo                  | D     | 226   | + 6 tours                       |
| 5    | C      | 18 | Boss Obermaier Racing                | Axel Plankenhorn (de) Jürgen Lässig Hervé Regout       | Porsche 956                                  | D     | 216   | + 16 tours                      |
| 5    | C      | 18 | Boss Obermaier Racing                | Axel Plankenhorn (de) Jürgen Lässig Hervé Regout       | Porsche Type-935 2,6 l Flat-6 Turbo          | D     | 216   | + 16 tours                      |
| 6    | C      | 8  | Marlboro Joest Racing                | Bob Wollek Stefan Johansson                            | Porsche 956                                  | D     | 210   | + 22 tours                      |
| 6    | C      | 8  | Marlboro Joest Racing                | Bob Wollek Stefan Johansson                            | Porsche Type-935 2,6 l Flat-6 Turbo          | D     | 210   | + 22 tours                      |
| 7    | C      | 15 | New Man Joest Racing                 | Dieter Schornstein Volkert Merl Hans Heyer             | Porsche 936C                                 | D     | 207   | + 25 tours                      |
| 7    | C      | 15 | New Man Joest Racing                 | Dieter Schornstein Volkert Merl Hans Heyer             | Porsche Type-935 2,6 l Flat-6 Turbo          | D     | 207   | + 25 tours                      |
| 8    | C      | 48 | Grid Motor Racing Limited            | Emilio de Villota Skeeter McKitterick (de) Dudley Wood | Grid S1                                      | ?     | 204   | + 28 tours                      |
| 8    | C      | 48 | Grid Motor Racing Limited            | Emilio de Villota Skeeter McKitterick (de) Dudley Wood | Ford Cosworth DFL 3,9 l V8 Atmo              | ?     | 204   | + 28 tours                      |
| 9    | C      | 14 | GTi Engineering / Canon Racing       | Jan Lammers Jonathan Palmer                            | Porsche 956                                  | D     | 201   | + 31 tours                      |
| 9    | C      | 14 | GTi Engineering / Canon Racing       | Jan Lammers Jonathan Palmer                            | Porsche Type-935 2,6 l Flat-6 Turbo          | D     | 201   | + 31 tours                      |
| 10   | C Jr.  | 63 | Jolly Club                           | Carlo Facetti Martino Finotto                          | Alba AR2 (de)                                | P     | 200   | + 32 tours                      |
| 10   | C Jr.  | 63 | Jolly Club                           | Carlo Facetti Martino Finotto                          | Giannini Carma FF 1,9 l I4 Turbo             | P     | 200   | + 32 tours                      |
| 11   | B      | 89 | Jens Winther Team Castrol            | Jens Winther David Mercer Frank Jelinski               | BMW M1                                       | D     | 190   | + 42 tours                      |
| 11   | B      | 89 | Jens Winther Team Castrol            | Jens Winther David Mercer Frank Jelinski               | BMW M88/1 3,5 l I6 Atmo                      | D     | 190   | + 42 tours                      |
| 12   | C      | 22 | Porsche Kremer Racing                | Franz Konrad Kees Kroesemeijer (de)                    | Porsche CK5                                  | G     | 190   | + 42 tours                      |
| 12   | C      | 22 | Porsche Kremer Racing                | Franz Konrad Kees Kroesemeijer (de)                    | Porsche Type-935 2,9 l Flat-6 Turbo          | G     | 190   | + 42 tours                      |
| 13   | B      | 96 | Lateste Racing (de)                  | Michel Lateste (de) Michel Bienvault                   | Porsche 930                                  | M     | 178   | + 54 tours                      |
| 13   | B      | 96 | Lateste Racing (de)                  | Michel Lateste (de) Michel Bienvault                   | Porsche Type-930 3,3 l Flat-6 Turbo          | M     | 178   | + 54 tours                      |
| 14   | C      | 58 | Tiga Racing                          | Neil Crang Gordon Spice                                | Tiga GC83                                    | ?     | 178   | + 54 tours                      |
| 14   | C      | 58 | Tiga Racing                          | Neil Crang Gordon Spice                                | Chevrolet 5,0 l V8 Atmo                      | ?     | 178   | + 54 tours                      |
| 15   | B      | 93 | Charles Ivey Racing                  | Paul Smith (en) Margie Smith-Haas David Ovey           | Porsche 930                                  | A     | 170   | + 62 tours                      |
| 15   | B      | 93 | Charles Ivey Racing                  | Paul Smith (en) Margie Smith-Haas David Ovey           | Porsche Type-930 3,3 l Flat-6 Turbo          | A     | 170   | + 62 tours                      |
| Abd. | C      | 56 | URD - Rennwagenbau GmbH              | Bruno Sotty Gérard Cuynet François Duret               | URD C81                                      | D     | 174   | Moteur                          |
| Abd. | C      | 56 | URD - Rennwagenbau GmbH              | Bruno Sotty Gérard Cuynet François Duret               | BMW M88/1 3,5 l I6 Atmo                      | D     | 174   | Moteur                          |
| Abd. | C Jr.  | 62 | David Palmer                         | David Palmer Richard Down Roy Baker                    | Harrier RX83C                                | A     | 132   | Moteur                          |
| Abd. | C Jr.  | 62 | David Palmer                         | David Palmer Richard Down Roy Baker                    | Mazda 13B 1,3 l 2-Rotor Turbo                | A     | 132   | Moteur                          |
| Abd. | C      | 47 | Preston Henn T-Bird Swap Shop        | Divina Galica David Sutherland Preston Henn            | Porsche 956                                  | G     | 119   | Tête à queue                    |
| Abd. | C      | 47 | Preston Henn T-Bird Swap Shop        | Divina Galica David Sutherland Preston Henn            | Porsche Type-935 2,6 l Flat-6 Turbo          | G     | 119   | Tête à queue                    |
| Abd. | B      | 88 | Racing Team Jürgensen GmbH           | Edgar Dören Hans Christian Jürgensen Helmut Gall       | BMW M1                                       | D     | 107   | Accident                        |
| Abd. | B      | 88 | Racing Team Jürgensen GmbH           | Edgar Dören Hans Christian Jürgensen Helmut Gall       | BMW M88/1 3,5 l I6 Atmo                      | D     | 107   | Accident                        |
| Abd. | C      | 39 | Viscount Downe - Pace Petroleum (en) | Ray Mallock Mike Salmon (en)                           | Nimrod NRA/C2B                               | A     | 102   | Transmission                    |
| Abd. | C      | 39 | Viscount Downe - Pace Petroleum (en) | Ray Mallock Mike Salmon (en)                           | Aston Martin - DP1229 Tickford 5,3 l V8 Atmo | A     | 102   | Transmission                    |
| Abd. | C      | 6  | Euro TV Mirabella Racing             | Paolo Barilla Giorgio Francia                          | Lancia LC2                                   | ?     | 67    | Tête à queue                    |
| Abd. | C      | 6  | Euro TV Mirabella Racing             | Paolo Barilla Giorgio Francia                          | Ferrari 263C 2,6 l V8 Turbo                  | ?     | 67    | Tête à queue                    |
| Abd. | C      | 5  | Martini Lancia                       | Alessandro Nannini Beppe Gabbiani                      | Lancia LC2                                   | D     | 49    | Cylindre, problèmes électriques |
| Abd. | C      | 5  | Martini Lancia                       | Alessandro Nannini Beppe Gabbiani                      | Ferrari 263C 2,6 l V8 Turbo                  | D     | 49    | Cylindre, problèmes électriques |
| Abd. | C      | 42 | Richard Cleare Racing (pl)           | Tony Dron (en) Richard Cleare (pl) Richard Jones (en)  | Porsche-Kremer CK5                           | D     | 41    | Moteur                          |
| Abd. | C      | 42 | Richard Cleare Racing (pl)           | Tony Dron (en) Richard Cleare (pl) Richard Jones (en)  | Porsche Type-935 3,0 l Flat-6 Turbo          | D     | 41    | Moteur                          |
| Abd. | B      | 91 | Racing Team Jürgensen GmbH           | Gerry Amato Helmut Gall Alexandre Yvon                 | Porsche 930                                  | ?     | 7     | Tête à queue                    |
| Abd. | B      | 91 | Racing Team Jürgensen GmbH           | Gerry Amato Helmut Gall Alexandre Yvon                 | Porsche Type-930 3,3 l Flat-6 Turbo          | ?     | 7     | Tête à queue                    |
| Np.  | C      | 10 | Martin Birrane (en)                  | David Kennedy Martin Birrane (en)                      | Ford C100                                    | G     |       | Accident durant les essais      |
| Np.  | C      | 10 | Martin Birrane (en)                  | David Kennedy Martin Birrane (en)                      | Ford Cosworth DFL 3,3 l V8 Atmo              | G     |       | Accident durant les essais      |

## Pole position et record du tour
- Pole position :  Jochen Mass (#1 Rothmans-Porsche) en 1 min 17 s 190
- Meilleur tour en course :  Stefan Bellof (#2 Rothmans-Porsche) en 1 min 19 s 880

## À noter
- Longueur du circuit : 4,207 km
- Distance parcourue par les vainqueurs : 975,834 km